# Папская академия
Папская академия (лат. Pontificia Academia) — название ряда академических почетных обществ, учрежденных непосредственно или под руководством Святого Престола. Некоторые из них существовали задолго до того, как приобрели статус «Папский».
Последняя по времени существенная реформа Папских академий была произведена папой Бенедиктом XVI, в 2012 году он упразднил существовавшую с 1835 года Папскую академию Непорочного Зачатия, присоединив её к Папской академии мариологии, а также основал новую Папскую академию латыни.

## Папская академия

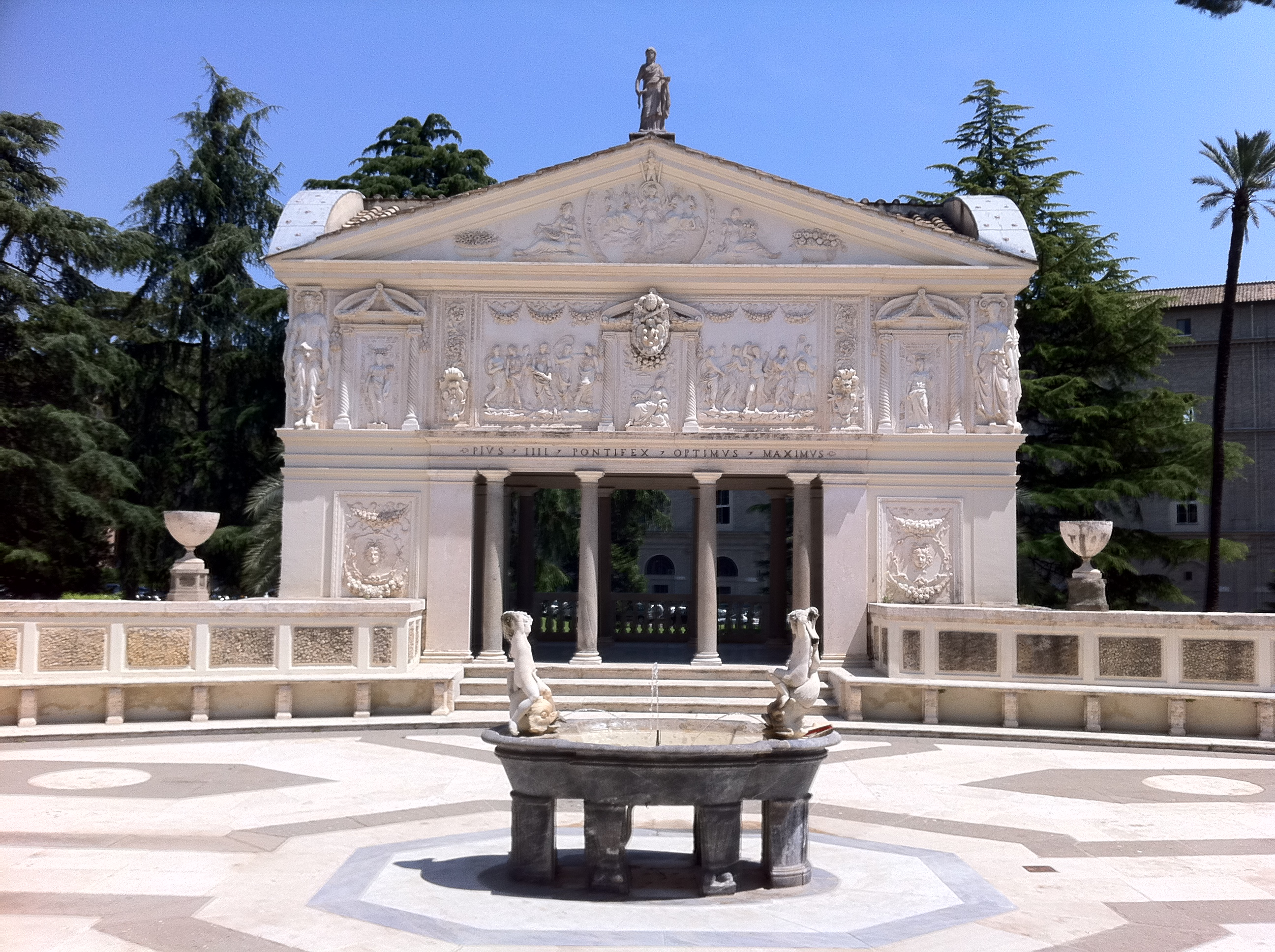
Внутренний двор Папской академи наук

В настоящее время в Ватикане существует десять Папских академий:
- Папская академия литературы и изящных искусств, создана в 1542 году. Её целями является изучение, развитие и совершенствование искусств;
- Папская академия наук, основана в 1603 году для проведения научных исследований;
- Папская академия теологии, основана в 1718 году в целях сохранения подлинности католической доктрины;
- Папская Римская археологическая академия, основана в 1810 году, проводит исследования в сфере библейской археологии и истории христианского искусства;
- Папская академия христианских мучеников, создана в 1879 году, способствует почитанию христианских мучеников и изучению катакомб;
- Папская академия св. Фомы Аквинского, основана в 1879 году, способствует изучению томизма;
- Папская международная академия мариологии создана в 1946 году для развития мариологии;
- Папская академия в защиту жизни основана в 1994 году для продвижения доктрины этики жизни[англ.] Римско-католической церкви; её возглавляли епископ Элио Сгречча, архиепископ Сальваторе Физикелла, с 2010 года её возглавляет Игнасио Карраско де Паула[англ.];
- Папская академия общественных наук, основана в 1994 году, способствует развитию социальных, экономических, политических и юридических наук в свете социального учения Церкви;
- Папская академия латыни, создана в 2012 году взамен упразднённого фонда Latinitas Foundation для поддержания и развития латинского языка и культуры на латинском языке, является организацией — регулятором современной латыни.

## Другие академии
Папская Церковная академия, учебное заведение для подготовки кадров нунциев, пронунциев и посланников Папы, не входит в число Папских академий, а является одним из папских коллегий.